# Komitas konserthus för kammarmusik

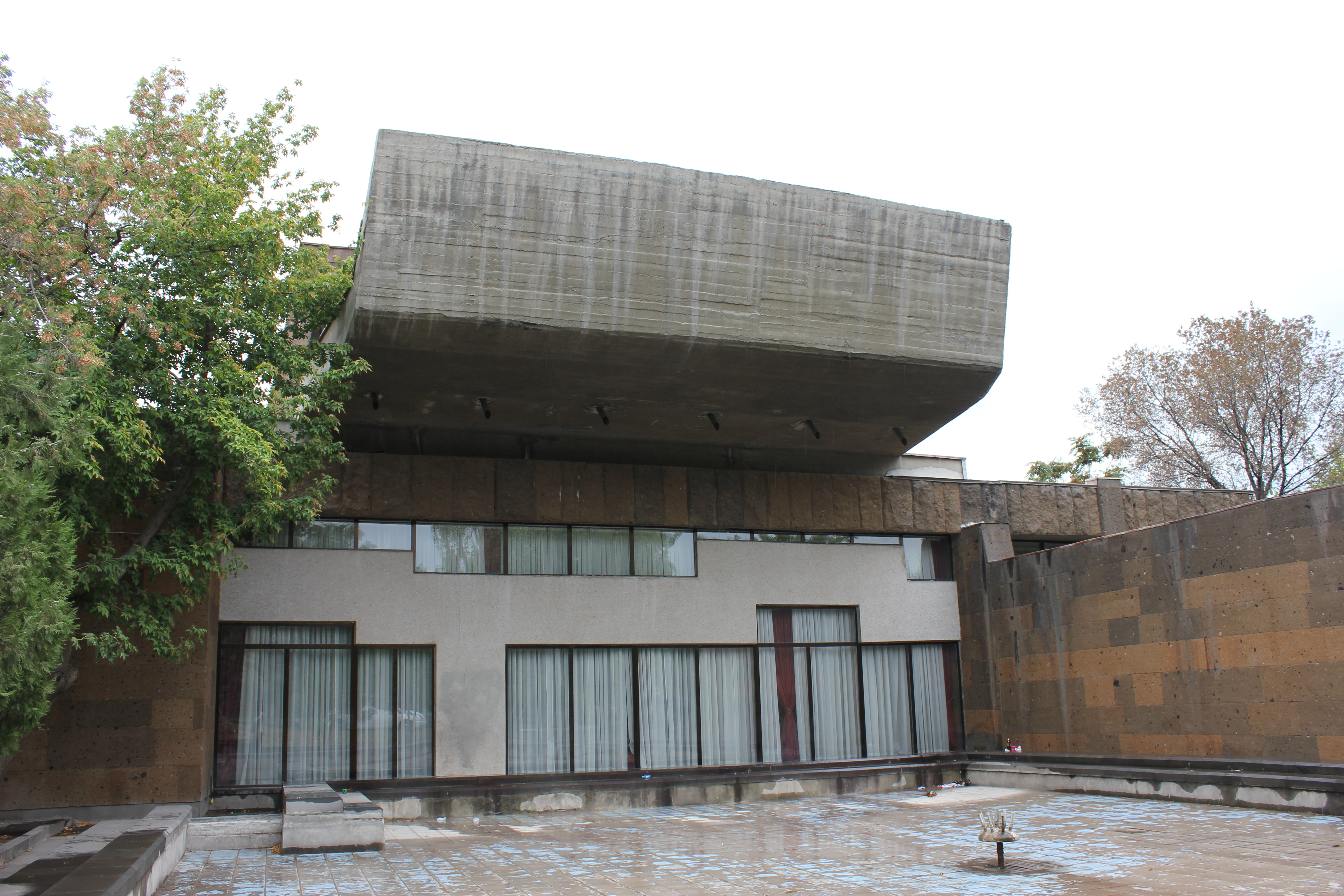
Komitas konserthus för kammarmusik

Komitas konserthus för kammarmusik (armeniska: Կոմիտասի անվան կամերային երաժշտության տուն, Komitasi anvan kamerayin yerazhshtut'yan tun) är ett konserthus vid Isahakyangatan vid Ringparken i distriktet Kentron i Jerevan i Armenien. Det ritades av Stepan Kyurkchjan, med Eduard Khzmaljan som konstruktör. Konserthuset invigdes 1977.
Konserthuset har formen som en armenisk basilika med tre nav. Det har en enda konsertsal, vilken saknar en tydlig gräns mellan en scen och en salong. Konserthuset har en rysk orgel, som har övertagits från Sovjetunionen. Den konstruerades i Nederländerna på basis av 1600-talsorglar för att huvudsakligen spela barockmusik. Den har 4 000 pipor. Orgeln installerades 1979 och renoverades 2007.  
Byggnadens ytterväggar är dekorerade med traditionella armeniska ornament. En stor bassäng med fontäner finns på konserthusets baksida.
År 2003 restes en staty över Ivan Aivazovsky av Yura Petrosjan vid konserthuset.
Byggnaden har klassificerats som byggnadsminne av Jerevans stad.